# Jechezkel Chazom
Jechezkel Chazom (hebr. יחזקאל חזום, ur. 1947, zm. 21 marca 2023) – izraelski piłkarz grający na pozycji napastnika. W swojej karierze rozegrał 9 meczów w reprezentacji Izraela.

## Kariera klubowa
Swoją karierę piłkarską Chazom rozpoczął w klubie Hapoel Tel Awiw. W 1963 roku awansował do kadry pierwszej drużyny i w sezonie 1963/1964 zadebiutował w niej w pierwszej lidze izraelskiej. W sezonie 1965/1966 wywalczył swój pierwszy w karierze tytuł mistrza Izraela, a po mistrzostwo kraju sięgnął również w sezonie 1968/1969. W 1972 roku zdobył z Hapoelem Puchar Izraela, a w swojej karierze zdobył też trzy Superpuchary Izraela (1966, 1969, 1970). W Hapoelu Tel Awiw grał do końca sezonu 1976/1977.
W 1977 roku Chazom odszedł do Hapoelu Aszkelon. Występował w nim przez dwa sezony. Po sezonie 1978/1979 zakończył w nim swoją karierę.
| Sezon   | Klub            | Kraj   | Rozgrywki   | Mecze | Bramki |
| ------- | --------------- | ------ | ----------- | ----- | ------ |
| 1963/64 | Hapoel Tel Awiw | Izrael | Liga Leumit | 4     | 1      |
| 1964/65 | Hapoel Tel Awiw | Izrael | Liga Leumit | 25    | 6      |
| 1965/66 | Hapoel Tel Awiw | Izrael | Liga Leumit | 24    | 6      |
| 1966/67 | Hapoel Tel Awiw | Izrael | Liga Leumit | ?     | ?      |
| 1967/68 | Hapoel Tel Awiw | Izrael | Liga Leumit | ?     | ?      |
| 1968/69 | Hapoel Tel Awiw | Izrael | Liga Leumit | 30    | 8      |
| 1969/70 | Hapoel Tel Awiw | Izrael | Liga Leumit | 29    | 9      |
| 1970/71 | Hapoel Tel Awiw | Izrael | Liga Leumit | 28    | 7      |
| 1971/72 | Hapoel Tel Awiw | Izrael | Liga Leumit | 27    | 10     |
| 1972/73 | Hapoel Tel Awiw | Izrael | Liga Leumit | 27    | 16     |
| 1973/74 | Hapoel Tel Awiw | Izrael | Liga Leumit | 24    | 7      |
| 1974/75 | Hapoel Tel Awiw | Izrael | Liga Leumit | 19    | 3      |
| 1975/76 | Hapoel Tel Awiw | Izrael | Liga Leumit | 28    | 3      |
| 1976/77 | Hapoel Tel Awiw | Izrael | Liga Leumit | 18    | 4      |
| 1977/78 | Hapoel Aszkelon | Izrael | Liga Leumit | ?     | ?      |
| 1978/79 | Hapoel Aszkelon | Izrael | Liga Leumit | 17    | 7      |

## Kariera reprezentacyjna
W reprezentacji Izraela Chazom zadebiutował 10 listopada 1965 roku w przegranym 0:5 meczu eliminacji do MŚ 1966 z Belgią, rozegranym w Ramat Gan. W 1970 roku był w kadrze Izraela na Mistrzostwa Świata w Meksyku, na których był pełnił funkcję rezerwowego i nie wystąpił w żadnym meczu. Od 1965 do 1973 roku rozegrał w kadrze narodowej 9 meczów.